# Sadpur
Sadpur è una suddivisione dell'India, classificata come census town, di 6.742 abitanti, situata nel distretto dei 24 Pargana Nord, nello stato federato del Bengala Occidentale. In base al numero di abitanti la città rientra nella classe V (da 5.000 a 9.999 persone).

## Geografia fisica
La città è situata a 22° 51' 19 N e 88° 44' 59 E.

## Società

### Evoluzione demografica
Al censimento del 2001 la popolazione di Sadpur assommava a 6.742 persone, delle quali 3.448 maschi e 3.294 femmine. I bambini di età inferiore o uguale ai sei anni assommavano a 689, dei quali 346 maschi e 343 femmine. Infine, coloro che erano in grado di saper almeno leggere e scrivere erano 5.239, dei quali 2.845 maschi e 2.394 femmine.